# کوبرا (داغستان)
کوبرا (به لاتین: Kubra) یک منطقهٔ مسکونی در روسیه است که در شهرستان لاکسکی واقع شده‌است.